# Stevens Point
Stevens Point er en by i staten Wisconsin USA.

## Venskabsbyer med Stevens Point
- Esteli, Nicaragua[4]
- Gulcz, Województwo wielkopolskie, Polen[4]
- Rostov, Rusland[4]